# اگر عاشق این سیاره هستید
اگر عاشق این سیاره هستید (انگلیسی: If You Love This Planet) یک فیلم کوتاه مستند کانادایی محصول سال ۱۹۸۲ به کارگردانی تره نش و تهیه‌کنندگی استودیو دی، واحد زنان هیئت ملی فیلم کانادا است.

## طرح
این فیلم، سخنرانی ضبط‌شدهٔ پزشک و فعال ضد هسته‌ای استرالیایی، دکتر هلن کالدیکوت، در مورد خطرات سلاح‌های هسته‌ای است که برای دانشجویان دانشگاه ایالتی نیویورک در پلاتسبورگ ایراد شده است. در حالی که کالدیکوت دربارهٔ خطرات جنگ هسته‌ای و پیامدهای آن از نظر تلفات صحبت می‌کند، تصاویر سیاه و سفید بمباران هیروشیما و ناگاساکی در فیلم پخش می‌شود.

## تولید
تره نش دانشجوی دانشگاه مک‌گیل بود که سخنرانی هلن کالدیکات را شنید. او تصمیم گرفت اولین فیلم خود را بر اساس این سخنرانی بسازد.
این فیلم توسط استودیو دی با بودجهٔ ۷۰۱۱۷ دلار (معادل ۱۶۵٬۳۹۴ $ در ۲۰۲۱) ساخته شده است. هیئت مدیرهٔ ان‌اف‌بی اظهار داشت که این فیلم «داغ‌ترین فیلم از زمان فیلم این یک داستان عاشقانه نیست بوده است». وزارت امور خارجه با حضور رونالد ریگان در فیلم مخالفت کرد. بخش‌هایی از فیلم به رسمیت شناختن جنگندهٔ صفر ژاپنی، فیلمی از وزارت جنگ ایالات متحده در سال ۱۹۴۳ که ریگان در آن حضور داشت، در این فیلم استفاده شد. ان‌اف‌بی با گنجاندن تصاویر ریگان مخالفت کرد، اما پس از شش ماه بحث، اجازه داد که این تصاویر در فیلم باقی بمانند.

## انتشار
قرار بود این فیلم در همایش خلع سلاح سازمان ملل متحد نمایش داده شود. این فیلم برای اولین بار در بریتانیا توسط شرکت تعاونی فیلم سوسیالیستی لندن به نمایش درآمد.
سی‌بی‌سی از پخش فیلم خودداری کرد، «به این دلیل که موضع تندی در مورد سلاح‌های هسته‌ای اتخاذ می‌کند و دیدگاهی متعادل و بی‌طرفانه از این موضوع ارائه نمی‌دهد»، و اینکه آنها نمی‌توانند با این فیلم مخالفت کنند زیرا تشکیل یک میزگرد بحث شامل حامیان جنگ هسته‌ای دشوار خواهد بود. این فیلم بعداً در ژورنال، مجلهٔ خبری سی‌بی‌سی، نمایش داده شد.

## بازخورد
در ۱۳ ژانویه ۱۹۸۳، به توزیع‌کنندگان آمریکایی فیلم‌های اگر عاشق این سیاره هستید، باران اسیدی: مرثیه یا بهبودی و اسید از بهشت دستور داده شد که با استناد به لایحهٔ ثبت نام عاملان خارجی، توسط وزارت دادگستری ایالات متحده به عنوان عاملان خارجی ثبت نام کنند. همچنین دستور داده شد که این فیلم‌ها به عنوان تبلیغات سیاسی برچسب‌گذاری شوند. بری کین، عضو مجلس سنای ایالت کالیفرنیا، علیه این دستور اقامهٔ دعوی کرد. قاضی منطقه‌ای ایالات متحده، رائول آنتونی رامیرز، در سال ۱۹۸۳ حکمی علیه وزارت دادگستری صادر کرد. دیوان عالی ایالات متحده در سال ۱۹۸۶ موافقت کرد که به این پرونده رسیدگی کند؛ در ۲۸ آوریل ۱۹۸۷، در پروندهٔ میس علیه کین، با پنج رأی موافق در برابر سه رأی مخالف به نفع وزارت دادگستری رأی داد.
سناتور تد کندی، میزبان نمایش فیلم برای اعضای کمیته قضایی سنای ایالات متحده بود. جان رابرتز اظهار داشت که انتظار داشت یک فیلم در اتحاد جماهیر شوروی ممنوع شود، اما نه در ایالات متحده. دولت کانادا درخواست لغو این دستور را داد.

## افتخارات
اگر عاشق این سیاره هستید هفتمین فیلم ان‌اف‌بی بود که جایزهٔ اسکار را دریافت کرد. نش در سخنرانی دریافت جایزهٔ اسکار خود از ریگان به خاطر تبلیغات بیشتر تشکر کرد.
| جایزه       | تاریخ برگزاری | دسته                    | دریافت‌کنندگان            | نتیجه |
| ----------- | ------------- | ----------------------- | ------------------------ | ----- |
| جوایز اسکار | ۱۱ آوریل ۱۹۸۳ | بهترین فیلم مستند کوتاه | اگر عاشق این سیاره هستید | برنده |